# Gastó III de Castellbò
Gastó III de Castellbò (1444 - Libourne, Aquitània 1470) va ser vescomte de Castellbò, infant de Navarra i príncep de Viana.

## Orígens familiars
Nascut el 1444 fill de Gastó IV de Foix i la reina Elionor I de Navarra va esdevenir príncep de Viana al seu naixement, títol designat als hereus del tron navarrès.

## Núpcies i descendents
Es casà el 7 de març de 1461 a Lescar amb Magdalena de França, filla de Carles VII de França i Maria de Nàpols. D'aquesta unió nasqueren:
- l'infant Francesc I de Navarra (1466-1483), rei de Navarra i comte de Foix
- la infanta Caterina I de Navarra (1470-1517), reina de Navarra i comtessa de Foix

Gastó de Foix morí prematurament el 23 de novembre de 1470, per la qual cosa el seu pare hagué de designar el fill d'aquest successor seu al comtat de Foix.